# Pipecleaner Glacier
Pipecleaner Glacier är en glaciär i Antarktis. Den ligger i Östantarktis. Nya Zeeland gör anspråk på området. Pipecleaner Glacier ligger 1 943 meter över havet.
Terrängen runt Pipecleaner Glacier är huvudsakligen bergig, men den allra närmaste omgivningen är kuperad. Trakten är obefolkad. Det finns inga samhällen i närheten.